# Vĩnh Thắng (xã)
Vĩnh Thắng là một xã thuộc huyện Gò Quao, tỉnh Kiên Giang, Việt Nam.
Xã Vĩnh Thắng có diện tích 33,83 km², dân số năm 2020 là 6.914 người, mật độ dân số đạt 204 người/km².

## Hành chính
Xã Vĩnh Thắng được chia thành 6 ấp: Thắng Lợi, Vĩnh Minh, Vĩnh Phong, Vĩnh Tân, Vĩnh Thạnh, Vĩnh Tiến.

## Lịch sử
Ngày 27 tháng 9 năm 1983, Hội đồng Bộ trưởng ban hành Quyết định số 107-HĐBT về việc chia xã Vĩnh Tuy thành 3 xã lấy tên là xã Vĩnh Tuy, xã Vĩnh Thắng và xã Vĩnh Hùng.
Ngày 14 tháng 11 năm 2001, Chính phủ ban hành Nghị định số 84/2001/NĐ-CP về việc thành lập xã Vĩnh Thắng trên cơ sở 3.383 ha diện tích tự nhiên và 10.325 nhân khẩu xã Vĩnh Tuy.